# Andreas Goldmayer
Andreas Goldmayer (auch Geelmeyer; * 11. Oktober 1602 in Gunzenhausen; † 26. Dezember 1665 in Nürnberg) war ein deutscher Astronom, Mathematiker und Kalendermacher.

## Leben
Goldmayers frühe Ausbildung ist unbekannt. Er wurde 1624 an der Universität Altdorf immatrikuliert, setzte 1627 sein Studium an der Universität Wittenberg fort, bevor er 1632 kurzzeitig nach Straßburg kam. Im November 1632 wurde er dann an der Universität Tübingen aufgenommen. Sein Studienprogramm reichte dabei von der Theologie, über die Medizin bis hin zu Chronologie, Astronomie und Astrologie. 1634 war er erneut in Straßburg. Eine dort angebotene Professur nahm er allerdings nicht an. Er schlug 1636 auch einen Ruf an die Altdorfer Universität aus, stattdessen wurde er städtischer Mathematiker und Kalendermacher von Nürnberg. Sein Nachfolger dort wurde 1654 Abdias Trew.
Goldmayer wechselte ab 1648 häufiger seine Wohnorte, wobei sein Umherziehen nicht lückenlos nachzuvollziehen ist. So ist nicht bekannt, wann genau er zum Bamberger Mathematiker und Kalendermacher als Nachfolger von Christoph Upilio ernannt wurde. Er war jedenfalls 1648 in Stuttgart, 1653 in Nürnberg und Regensburg sowie 1657 erneut in Straßburg. Seine Beschreibungen der Städte Straßburg, Bamberg, Augsburg, Leipzig, Würzburg, Marburg und Regensburg geben überdies Anhaltspunkte über weitere Aufenthaltsorte. Seine ab 1630 für Ansbach, später für Nürnberg, dann für Bamberg erscheinenden Kalender enthielten zumeist auch Texte über astronomische und chronologische Themen. So trat 1654 er vor dem Reichstag als Sachverständiger auf und vertrat mit der Schrift Generalis Calendarii Novi Basis, dass der Gregorianische Kalender im Gegensatz zum Julianischen Kalender fehlerfrei sei. Wohl deshalb erhielt er von Kaiser Ferdinand III. die Pfalzgrafenwürde verliehen.
Goldmayer verstarb verarmt in Nürnberg im Spital.

## Veröffentlichungen (Auswahl)

### Kalender
- Schreibkalender […] gerichtet Auff […] Onoltzbach [Ansbach], Endter, Nürnberg 1630–1633.
- Schreibkalender […] gerichtet Auff […] Onoltzbach [Ansbach], Sartorius, Nürnberg 1634–1635.
- SchreibCalender […] gerichtet Auff […] Nürnberg, Dumler, Nürnberg 1642–1653.
- SchreibCalender […] gerichtet Auff […] Nürnberg, Endter, Nürnberg 1654–1662.
- Bambergischer Schreib=Calender, Baals, Bamberg 1648–1663.
- Allmanach Bamberger Bistvmbs, Einblattkalender, Baals, Bamberg 1648–1666.

### Sonstige Schriften
- Himmlische Harmonie, Dümler, Nürnberg 1639.
- Historische astronomische und astrologische Beschreibung vom ersten Ursprung der teutschen Völcker : darinnen zu finden welcher Gestalt, nach klärlicher Anzeigung deß Gestirns, die ... Statt Augspurg ... anfangs erbawet, Dümler, Nürnberg 1644.
- Historische astronomische Beschreibung von Bamberg, Dümler, Nürnberg 1644.
- Historische, astronomische Beschreibung von Leipzig, Dümler, Nürnberg 1645.
- Historische astronomische und astrologische Beschreibung vom ersten Ursprung ... der ... Bischoff- und Hertzogl. Residentz-Stadt Würtzburg, Dümler, Nürnberg 1645.
- Generalis Calendarii Novi Basis, Oder: Newen Calenders Prob und Fundament, Darinnen zu befinden; Eine gründliche Astronomische Erläütterung/ welcher Gestalt/ auß importirenden motiven, der Alte Nicaenische Kirchen Calender/ durch die vom Papst/ Gregorio XIII. hierzu gebrauchte Astrologos, reformiret und corrigiret worden. Dann: Specialis calculandi methodus Und Dessen von dem 1583. biß auff das Jahr Christi 2200. in die 618. Jahr/ incorporirte Demonstratio. Nürnberg 1654.
- Biblische und astronomische Beschreibung der waaren Zeit der Geburt, Empfängnuß, Leben, Nürnberg 1663.